# Phil Pfister
Pour les articles homonymes, voir Pfister.
Phil Pister est un homme fort américain. Il remporte le titre de World Strongest Man en 2006 .